# Veronica polifolia
Veronica polifolia är en grobladsväxtart som beskrevs av George Bentham. Veronica polifolia ingår i släktet veronikor, och familjen grobladsväxter. Inga underarter finns listade i Catalogue of Life.